# Карни (округ, Канзас)
Ка́рни (англ. Kearny County; стандартное обозначение KE) — округ в штате Канзас, США. Официально образован 20 марта 1873 года. По состоянию на 2010 год, численность населения составляла 3 977 человек.

## География
По данным Бюро переписи США, общая площадь округа равняется 2 255,892 км2, из которых 2 255,892 км2 суша и 1,036 км2 или 0,050 % это водоёмы.

## Население
По данным переписи населения 2000 года в округе проживает 4 531 жителей в составе 1 542 домашних хозяйств и 1 199 семей. Плотность населения составляет 2,00 человека на км2. На территории округа насчитывается 1 657 жилых строений, при плотности застройки около 1,00-го строения на км2. Расовый состав населения: белые — 80,34 %, афроамериканцы — 0,55 %, коренные американцы (индейцы) — 0,86 %, азиаты — 0,31 %, гавайцы — 0,09 %, представители других рас — 15,71 %, представители двух или более рас — 2,14 %. Испаноязычные составляли 26,55 % населения независимо от расы.
В составе 43,50 % из общего числа домашних хозяйств проживают дети в возрасте до 18 лет, 65,10 % домашних хозяйств представляют собой супружеские пары проживающие вместе, 8,30 % домашних хозяйств представляют собой одиноких женщин без супруга, 22,20 % домашних хозяйств не имеют отношения к семьям, 20,20 % домашних хозяйств состоят из одного человека, 8,50 % домашних хозяйств состоят из престарелых (65 лет и старше), проживающих в одиночестве. Средний размер домашнего хозяйства составляет 2,91 человека, и средний размер семьи 3,35 человека.
Возрастной состав округа: 34,30 % моложе 18 лет, 8,30 % от 18 до 24, 27,10 % от 25 до 44, 19,20 % от 45 до 64 и 19,20 % от 65 и старше. Средний возраст жителя округа 32 лет. На каждые 100 женщин приходится 104,70 мужчин. На каждые 100 женщин старше 18 лет приходится 98,50 мужчин.
Средний доход на домохозяйство в округе составлял 40 149 USD, на семью — 43 703 USD. Среднестатистический заработок мужчины был 30 117 USD против 20 179 USD для женщины. Доход на душу населения составлял 15 708 USD. Около 8,40 % семей и 11,70 % общего населения находились ниже черты бедности, в том числе — 15,90 % молодёжи (тех, кому ещё не исполнилось 18 лет) и 4,80 % тех, кому было уже больше 65 лет.